# Кристина Саксонска (1461–1521)
Кристина Саксонска (на немски: Christina vov Sachsen; * 25 декември 1461, Торгау, Лайпциг; † 8 декември 1521, Оденсе, Дания) е принцеса от Курфюрство Саксония от Ернестинските Ветини и чрез женитба кралица на Дания (1481 – 1513), Норвегия (1483 – 1513) и Швеция (1497 – 1501), също херцогиня на Шлезвиг и Холщайн.

## Произход и брак
Тя е най-голямата дъщеря на курфюрст Ернст Саксонски (1441 – 1486) и съпругата му Елизабет Баварска (1443 – 1484), дъщеря на баварския херцог Албрехт III Благочестиви (1401 – 1460) от Бавария-Мюнхен и херцогиня Анна фон Брауншвайг-Грубенхаген († 1474).
Кристина Саксонска се омъжва на 6 септември 1478 г. в Копенхаген за принц Йохан Датски (1455 – 1513), по-късен крал на Дания, Норвегия и Швеция (1455 – 1513), третият син на датския крал Кристиан I и Доротея Бранденбургска.

## Кралица
През 1483 г. кралската двойка е коронована. От 1497 г. Йохан става също крал на Швеция. Кристина е коронована за кралица през 1499 г. в Упсала. Около 1500 г. кралската двойка и кралският двор отиват да живеят в Оденсе, понеже в Копенхаген върлува чумата.
По време на въстанието на Сванте Стуре през 1500/1501 г. крал Йохан трябва да избяга от Стокхолм и оставя там в двореца Кристина, която смело го защитава. През 1503 г. тя е освободена и живее отделно от съпруга си със собствен двор на остров Фюн. От 1513 г. тя е вдовица.
Кристина Саксонска умира на 8 декември 1521 г. в Оденсе, Дания, на 59 години и е погребана там в църквата „Санкт Кнуд“.

## Деца
Кристина Саксонска и Йохан Датски имат шест деца:
- Йохан (* 1479; † ок. 1480)
- Ернст (* 1480; † 1500)
- Кристиан II (* 1 юли 1481; † 25 януари 1559), крал на Дания (1513 – 23) и Швеция (1520 – 21), херцог на Шлезвиг-Холщайн (1513 – 23), женен в Копенхаген на 12 август 1515 г. за инфанта Изабела Хабсбург (* 18 юли 1501; † 19 януари 1526)
- Якоб (* ок. 1484; † 29 октомври 1566, Мексико), датски францисканец, мисионер в Мексико 1542 г.
- Елизабет (* 24 юни 1485; † 10 юни 1555), омъжена на 10 април 1502 г. в Стендал за курфюрст Йоахим I Нестор фон Бранденбург (21 февруари 1484; † 11 юли 1535)
- Франц (* 15 юли 1497; † 1 април 1511)